# Aeroportul Fulton County
Aeroportul Fulton County (IATA: FTY, ICAO: KFTY, FAA LID: FTY) este un aeroport din Georgia, Statele Unite ale Americii ce deservește zona Atlanta. Aeroportul a fost tranzitat în 2019 de 276 de pasageri.
Situat la o altitudine de 256 m, aeroportul dispune de 3 piste.

## Infrastructură

### Piste
Aeroportul dispune de 3 piste: 
- pista 08/26 din asfalt, cu dimensiunile 5.797 picioare × 100 picioare
- pista 09/27 din asfalt, cu dimensiunile 2.801 picioare × 60 picioare
- pista 14/32 din asfalt, cu dimensiunile 4.158 picioare × 100 picioare